# Articulatio radioulnaris distalis
Die Articulatio radioulnaris distalis („körperfernes Speichen-Ellen-Gelenk“, distales Radioulnargelenk; Abk. DRUG) ist ein Gelenk der oberen Extremität, in dem die körperfernen Enden von Speiche (Epiphysis distalis radii) und Elle (Ellenkopf, Caput ulnae) verbunden sind. Das distale Radioulnargelenk ist ein Radgelenk mit nur einer Bewegungsachse. Dabei dreht sich – unter Mitbeteiligung des körpernahen Radioulnargelenks – die Speiche um die Elle und ermöglicht dadurch die Umwendebewegungen der Hand (Pronation und Supination).
Die Gelenkfläche des Ellenkopfs wird Circumferentia articularis, die des unteren Speichenendes als Incisura ulnaris bezeichnet. Unmittelbar distal des Gelenks ist an der Elle die Gelenkscheibe zwischen Elle und Dreiecksbein befestigt, welche das distale Radioulnargelenk vollständig vom oberen Handgelenk trennt. Die Stabilität des Gelenks wird in erster Linie durch eine faserknorpelige Zwischengelenkscheibe gewährleistet, die als „Triangulärer fibrokartilaginärer Komplex“ (TFCC) bezeichnet wird.

## Beschwerden
Das Gelenk ist von großer Bedeutung für eine freie Handgelenksbeweglichkeit, für die freie Pronation und Supination und für eine gute Stabilität. Besonders bei einer Überlänge der Elle („Ulna plus“), die oft angeboren oder die Folge einer in Verkürzung ausgeheilten Radiusfraktur ist, kann es zu einer Schädigung des Knorpelkomplexes und einer Arthrose des distalen Radioulnargelenks kommen.
Therapeutisch kann eine teilweise oder vollständige Resektion des Ellenendes oder eine Fusion des distalen Endes mit der Speiche nach Resektion eines proximalen Diaphysenanteils erfolgen. Auch gibt es Hemi-Endoprothesen, bei denen nur der ulnare Anteil durch eine Prothese ersetzt wird und der Bandapparat rekonstruiert wird. Darüber hinaus gibt es auch gekoppelte Totalendoprothesen, wie die Scheker-Prothese, die besonders bei anders nicht behandelbarer Instabilität sinnvoll sind.